# Riedgletscher
Der Riedgletscher ist ein Talgletscher an der Nordseite der Mischabelgruppe, in den Walliser Alpen, im Kanton Wallis, Schweiz. Die Fläche des Gletschers betrug im Jahr 1995 7,89 km². Er war im Jahr 2010 etwa 5,3 km lang, seit 1973 ist seine Länge um etwas mehr als einen Kilometer zurückgegangen.
Seinen höchsten Ausgangspunkt nimmt der Riedgletscher an der firnbedeckten Nordflanke des Nadelhorns (4327 m ü. M.), einem bedeutenden Gipfel der Mischabelgruppe, auf über 4200 m. Über einen Steilhang fliesst der Gletscher nordwärts und breitet sich auf einer Höhe zwischen 3400 m und 3600 m in einer weiten Mulde aus, begrenzt vom Dirruhorn (4035 m ü. M.) im Westen, Ulrichshorn (3925 m ü. M.) im Südwesten und dem Balfrin (3796 m ü. M.) im Osten. Anschliessend bewegt sich der Riedgletscher nach Nordwesten in ein Tal, das im Westen vom Breithorn (3178 m ü. M.), im Osten vom Färichhorn (3292 m ü. M.) gesäumt wird. Die Gletscherzunge wird dabei rasch schmaler und endet derzeit auf rund 2100 m.
Der Gletscher entwässert in den Riedbach, der bei St. Niklaus in die Mattervispa mündet. Aus dem Riedbach wird mittels mehrerer «Wasserleite» (Suonen) Wasser abgezweigt, das für die Bewässerung der Wiesen in den Gemeindegebieten von St. Niklaus und Grächen genutzt wird.
In seinem Hochstadium während der Kleinen Eiszeit um die Mitte des 19. Jahrhunderts endete der Riedgletscher unterhalb der heutigen Waldgrenze. Im Jahre 1672 wurde die Kapelle Schalbetten zum Schutz gegen den drohenden Riedgletscher gebaut. Alljährlich am 4. September (St. Jodern) findet die Gelübdeprozession nach Schalbetten statt. Seit 1895 hat der Riedgletscher über 1,2 Kilometer an Länge eingebüsst; allein von 2008 auf 2009 verlor er 500 Meter in einem Jahr.
Auf einem Felsvorsprung östlich des Riedgletschers steht auf 2886 m ü. M. die Bordierhütte des Schweizer Alpen-Clubs SAC. Sie war bis Juni 2023 nur durch eine Gletscherüberquerung zu erreichen und dient als Ausgangspunkt für Bergbesteigungen im nördlichen Mischabelmassiv. Seit 2023 gibt es einen neuen Weg, der durch den Rückgang des Riedgletschers ermöglicht wurde, eine Gletscherüberquerung ist nun nicht mehr notwendig. 